# Дробахин, Олег Иванович
Олег Иванович Дробахин ( 19 марта 1936 г., г. Днепродзержинск, Днепропетровская область - 4 января 2014 г., г. Днепропетровск ) — конструктор ракетной техники, лауреат Ленинской премии (1989).

## Биография
Родился 19.03.1936 в Днепродзержинске Днепропетровской области. Окончил Днепропетровский университет (1959).
С 1959 г. работал в КБ «Южное», с 1999 г. зам. главного конструктора ракетно-космической программы «Днепр», заместитель начальника проектного отдела.
Принимал участие в разработке ракетных комплексов Р-14 (8К65), 36 (8К67, 8К69), 36М (15А14), 36 МУТТХ (15А18), 36М2 (15А18М), блока С5М, ракет-носителей «Космос», «Циклон», подготовке работ по программе преодоления многоэшелонированной противоракетной обороны (1959—1990). В 1964-1965 гг. был командирован в ОКБ-1 для выполнения проектных работ по теме Н1-Л3. Инспектор СССР по выполнению условий ОСВ2 (1990-1991).
Умер 04.01.2014

### Семья
Жена — Дробахина Татьяна Николаевна (1935), учитель математики в средней школе, умерла 17.03.2013
Сын — Дробахин Олег Олегович (1957), радиофизик, профессор Днепропетровского университета
Сын — Дробахин Дмитрий Олегович (1964), главный специалист московского проектного института

## Награды
- Ленинская премия (1989) — за создание ракеты комплекса Р-36 М2
- Государственная премия Украины в области науки и техники (2003) —за создание РН Днепр
- серебряная медаль имени академика В. Ф. Уткина (2008).
- Серебряная медаль ВДНХ (1967) —за РН Космос
- Орден "Знак Почета" (1976) —за создание 15А14
- Орден Трудового Красного Знамени (1982)—за создание 15А18